# NGC 2268
NGC 2268 (również PGC 20458 lub UGC 3653) – galaktyka spiralna z poprzeczką (SBbc), znajdująca się w gwiazdozbiorze Żyrafy. Odkrył ją Alphonse Borrelly w 1871 roku.
W galaktyce tej zaobserwowano supernową SN 1982B.